# Explosions in the Sky
Explosions in the Sky (в переводе с англ. Взрывы в Небе) — американская пост-рок-группа, образованная в 1999 году в столице штата Техас — городе Остин.
Мастерство импровизации, а также эмоциональная выразительность концертов принесли коллективу известность среди аудитории пост-рока. Композиции исполняются на трёх электрогитарах и ударной установке, иногда Майкл Джеймс меняет свою электрогитару на бас-гитару.

## История
В 1999 году барабанщик Крис Храски только что переехал в Остин из Чикаго, чтобы поступить в киношколу Техасского университета. Он расклеил листовки в музыкальных магазинах по всему городу с текстом о поиске группы. Гитарист Мунаф Райани, работавший в Waterloo Video, увидел эту листовку. У него было два друга из своего родного города Мидленд — Майкл Джеймс и Марк Смит. Они втроём умели играть на гитаре, но им нужен был барабанщик. Вскоре они объединившись вчетвером начали вместе заниматься музыкой под названием Breaker Morant, в честь австралийского фильма.
Группа выпустила The Earth Is Not A Cold Dead Place в 2003 году, и этот альбом считается их самым известным альбомом.
Группа выступала на разогреве у Nine Inch Nails на их североамериканском этапе тура Twenty Thirteen Tour в конце 2013 года.

## Дискография

### Студийные альбомы
- How Strange, Innocence (2000) — альбом переиздан в 2005 году
- Those Who Tell the Truth Shall Die, Those Who Tell the Truth Shall Live Forever (2001)
- The Earth Is Not a Cold Dead Place (2003)
- The Rescue EP (2005)
- All of a Sudden I Miss Everyone (2007)
- Take Care, Take Care, Take Care (2011)
- The Wilderness (2016)

### Саундтреки
- Friday Night Lights soundtrack (2004)
- Last Night soundtrack (2010)
- Lone Survivor soundtrack (2013)

### Видеоклипы
- Last Known Surroundings
- Be Comfortable, Creature
- Postcard From 1952